# Dušikov oksid
Dušikovi oksidi (plini NOx) so binarne spojine dušika in kisika. Med njih spada tudi smejalni plin (N2O). Pri raztapljanju v vodi tvorijo kisline (HNO3, HNO2). So močni oksidanti.
- dušikov oksid (NO)
- dušikov dioksid (NO2)
- didušikov oksid (N2O)
- didušikov trioksid (N2O3)
- didušikov tetroksid (N2O4)
- didušikov pentoksid (N2O5)

- Dušikov oksid, NO
- Dušikov dioksid, NO2
- Didušikov oksid, N2O
- Didušikov trioksid, N2O3
- Didušikov tetroksid, N2O4
- Didušikov pentoksid, N2O5